# Suchoi

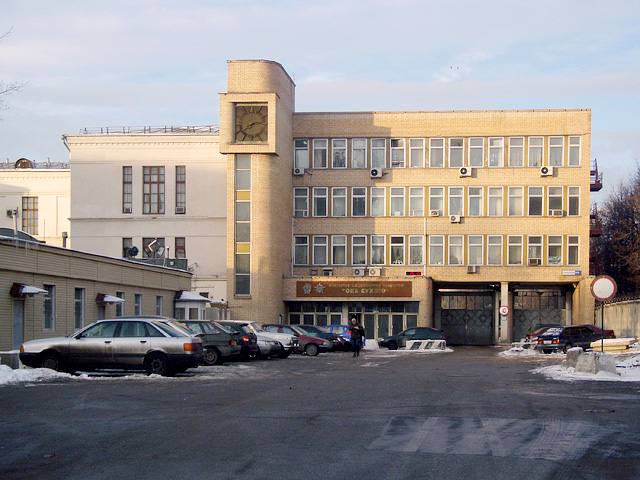
Firmenzentrale von Suchoi

Suchoi (russisch Сухой; [sʊˈxɔˑj]) (Vollständige Firmierung: Flugzeug-Holding Suchoi / ОАО Авиационная холдинговая компания Сухой) ist ein nach dem ehemaligen Chefkonstrukteur Pawel Ossipowitsch Suchoi benannter russischer Flugzeughersteller mit Hauptsitz in Moskau. Das 1939 gegründete Unternehmen gehört seit Ende 2006 zu 100 % zum russischen Luftfahrtkonsortium OAK.

## Geschichte
Am 29. Juli 1939 wurde Pawel Suchoi zum Chefkonstrukteur des Flugzeugwerks Nr. 135 in Charkow ernannt, das gleichzeitig als unabhängiges Konstruktionsbüro anerkannt wurde. Daher kann dieses Datum als Gründungstag des OKB (Experimental-Konstruktionsbüro) Suchoi bezeichnet werden. Suchoi konstruierte bereits während des Zweiten Weltkrieges Flugzeuge. Es gehörte zu den ersten sowjetischen Konstruktionsbüros, die sich mit dem Strahlantrieb beschäftigten. Im Jahre 1949 wurde es aufgelöst und erst nach dem Tod Stalins im Jahre 1953 wiedereröffnet.
Lange Zeit konstruierte und baute Suchoi nur Militärflugzeuge, in erster Linie Jagdflugzeuge und -bomber. Der Schwerpunkt liegt auch weiterhin auf Kampfflugzeugen. Die erste zivile Konstruktion von 1984, das Kunstflugzeug Su-26, bildete die Basis für weitere Kunstflugkonstruktionen (Su-29 sowie Su-31) und den Grundstein des zivilen Sektors der Firma.
Im Jahre 2000 wurde die Zivilflugzeug Suchoi AG (russisch АО Гражданские самолёты Сухого (Graschdanskije samoljoty Suchowo)) gegründet. Von 2001 bis 2011 wurde unter Beratung durch Boeing das Passagierflugzeug Suchoi Superjet 100 entwickelt. Im Jahre 2006 übernahm der italienische Konzern Alenia Aeronautica eine Sperrminorität bei Suchois Zivilflugzeuggesellschaft und wurde durch Kapitalerhöhungen ausgebootet. Nicht über die Projektphase hinaus kam ein Vorschlag zu einem Konkurrenten für die A380-900, die KR-860. Dieses Flugzeug sollte in der Frachtversion die Antonow An-225 ablösen.
Neben diesen zivilen Projekten fertigte das Konstruktionsbüro Suchoi mit der Su-47 Berkut einen Versuchsträger mit negativer Tragflächenpfeilung. Aus diesem flossen Erkenntnisse in das von Suchoi gewonnene Programm PAK-FA, das neue Kampfflugzeug für die russische Luftwaffe. Die Prototypen wurden als T-50 bezeichnet. Der Erstflug fand im Januar 2010 statt. Seit August 2017 wird das Flugzeug offiziell Suchoi Su-57 genannt.
Zum 75-jährigen Bestehen des Unternehmens im Jahre 2014 wurde ein Superjet 100-95B der Centre-South Airlines mit einer Sonderlackierung versehen.
Im Bereich der unbemannten Luftfahrzeuge entwickelt Suchoi eine Drohnenfamilie mit der Bezeichnung Sond (russisch Зонд) sowie die Su-70.

## Suchoi Holding
Zur Holding gehören folgende Einrichtungen (2009):
- Suchoi Konstruktionsbüro (Anteil: 50 %)
- Zivilflugzeug Suchoi AG (Anteil: 86,84 %)
- KnAAPO Gagarin-Flugzeugwerke Komsomolsk am Amur (Anteil: 74,5 %)
- NAPO Tschkalow-Flugzeugwerke Nowosibirsk (Anteil: 74,5 %)
- TANTK Taganrog (Anteil: 38 %)
- Irkut Corp. (Anteil: 13,2 %)